# Хемлин, Маргарита Михайловна
Маргарита Михайловна Хемлин (6 июля 1960, Чернигов — 24 октября 2015, Москва) — русский писатель-прозаик.

## Биография
Родилась в семье прораба Михаила Соломоновича Хемлина (1928—2007) из местечка Остёр и инструктора по лечебной физкультуре Веры Айзиковны Мееровской (1928—?). Училась в Московском Литературном институте имени А. М. Горького (1980—1985), в поэтическом семинаре Льва Озерова. После окончания института работала в ЖЭКе, посудомойкой в кафе, затем в издательстве журнала «Физкультура и спорт», театральным обозревателем в отделе культуры «Независимой газеты» (1991—1992), в отделе искусства газеты «Сегодня» (1993—1996), редактором отдела политики в журнале «Итоги», шеф-редактором Дирекции оформления эфира (промо и дизайн) на Первом канале телевидения (1996—2007). При её участии была восстановлена в эфире «Минута молчания», не выходившая в 1992—1995 годах после распада СССР.
Первая художественная публикация — повесть «Запрещённый приём» в сборнике «Запрещённый приём: Спортивный детектив» (выпуск 3, 1991, совместно с Анатолием Беликовым).
Дебютировала самостоятельно в 2005 году циклом рассказов «Прощание еврейки» в журнале «Знамя» (№ 10), лауреат ежегодной премии «Знамени» по итогам 2007 года за повести из этого цикла — «Про Берту» и «Про Иосифа» (премия «Глобус» назначена Всероссийской библиотекой иностранной литературы им. М. И. Рудомино).
Дебютный сборник рассказов «Живая очередь» вошёл в шорт-лист премии «Большая книга» (2008). Повесть М. Хемлин «Третья мировая Баси Соломоновны» была включена в составленную Асаром Эппелем и названную по ней антологию «Третья мировая Баси Соломоновны» (серия «Проза еврейской жизни», издательство «Текст», 2008). Автор романов «Клоцвог» (2009, шорт-лист премии «Русский Букер» в 2010 году), «Крайний» (2010, лонг-лист премии «Большая книга» в 2011 году) и «Дознаватель» (2012, в лонг-листе премии «Большая книга» 2013 года, шорт-листе премии «Русский Букер» 2013 года, шорт-листе премии НОС 2013 года, лауреат специальной премии «Инспектор НОС» 2014 год за лучший постсоветский детектив). Роман «Искальщик» вышел посмертно в 2017 году.
С 2012 года член жюри премии им. О. Генри «Дары волхвов» (Нью-Йорк).

## Семья
- Сестра-близнец — литератор Алла Михайловна Цитриняк (Хемлин), выпускающий редактор «Независимой газеты» (в соавторстве с ней написана биография великой княгини Елизаветы Фёдоровны); ею был закончен посмертно изданный роман Маргариты Хемлин «Искальщик», автор романа «Заморок» (2018)[4].
- Муж — писатель и переводчик Вардван Варткесович Варжапетян (род. 1941). Маргарите Хемлин посвящена его книга «Пазл-мазл. Записки гроссмейстера» (2010)[5].

## Книги
- Запрещённый приём (совместно с Анатолием Беликовым). В сборнике «Запрещённый приём: Спортивный детектив» (выпуск 3, составитель В. В. Васильев). М.: Физкультура и спорт, 1991.
- Елизавета Фёдоровна, великая княгиня: биография (совместно с Аллой Цитриняк под общим псевдонимом Вера Маерова). М.: Захаров, 2001 (переработанное издание — 2003); третье издание — Великая княгиня Елизавета Фёдоровна (под собственными именами — Алла Цитриняк и Маргарита Хемлин). М.: Всероссийская государственная библиотека иностранной литературы им. М. И. Рудомино, 2009. — 428 с.
- Живая очередь (авторский сборник). М.: Вагриус, 2008 (повести «Про Берту», «Про Иону», «Про Иосифа», «Про Женю», «Про Клару»; рассказы из цикла «Прощание еврейки»: «Третья мировая Баси Соломоновны», «Молитва», «Гарднер», «Резонанс», «Нога», «Встреча», «Сменщик», «Тёмное дело», «Жаботинская», «Железяка», «Потеря»).
- Клоцвог. М.: Всероссийская государственная библиотека иностранной литературы им. М. И. Рудомино, 2009.
- Крайний. М.: Всероссийская государственная библиотека иностранной литературы им. М. И. Рудомино, 2010.
- Margarita Chemlin. Die Stille um Maja Abramowna (роман «Клоцвог» на немецком языке). Übersetzt von Olga Radetzkaja. Берлин: Jüdischer Verlag, 2012[6].
- Дознаватель (роман). М.: Астрель, 2012, 2014.
- Про Иону (авторский сборник). М.: АСТ, 2013 (роман «Клоцвог»; повести из цикла «Живая очередь»: «Про Берту», «Про Иону», «Про Иосифа», «Про Женю», «Про Клару»; рассказы из цикла «Прощание еврейки»: «Третья Мировая Баси Соломоновны», «Молитва», «Гарднер», «Резонанс», «Нога», «Встреча», «Сменщик», «Тёмное дело», «Жаботинская», «Железяка», «Потеря», «Сердце матери», «Лазарь и карп», «Пепел»).
- Margarita Khemlin. La terza guerra mondiale e altri racconti (на итальянском языке). Traduzione di Paola Buscaglione Candela. Firenze: Giuntina, 2013.
- Margarita Khemlin. The Investigator (роман «Дознаватель» на английском языке). Translated by Melanie Moore. 's-Hertogenbosch: Glagoslav Publications, 2015. — 340 p.
- Margarita Khemlin. L’Investigateur (роман «Дознаватель» на французском языке). Traduit par Bernard Kreise. Paris: Éditions Noir sur Blanc, 2016.
- Искальщик (роман). М.: Corpus, 2017. — 288 с.
- Margarita Khemlin. Klotsvog. Translated by Lisa C. Hayden. New York: Columbia University Press, 2019. — 272 pp.